# ستنيسو كوالسكي
ستنيسو كوالسكي (بالبولندية: Stanisław Kowalski)‏ هو عداء سريع بولندي، (ولد في روجويك ‏ في بولندا 1910 – 2022 م).